# Bandera de Bougainville
La Bandera de Bougainville (en tok pisin: plak bilong Bogenvil) es un símbolo de la Región autónoma de Bougainville en Papúa Nueva Guinea. Fue adoptado originalmente en 1975 por la República secesionista de las Islas Salomón del Norte.

## Diseño y simbolismo

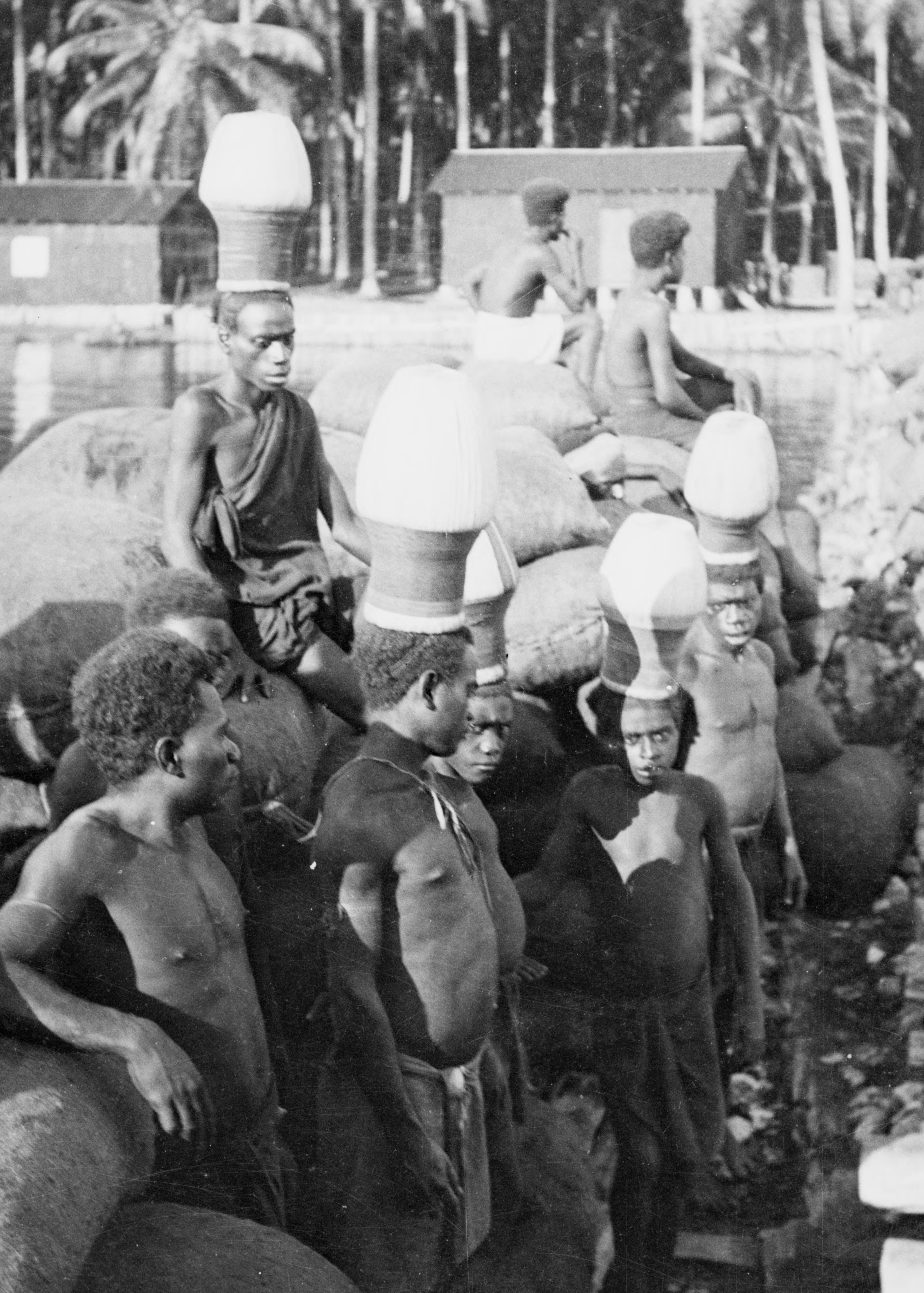
Hombres de Soraken vistiendo upe, un tocado que representa la transición a la edad adulta y que más adelante se convirtió en un símbolo nacional de Bougainville.

Según la Ley (Protección) de la Bandera, el Emblema y el Himno de Bougainville de 2018, la bandera consiste en «una representación de un upe superpuesto sobre discos concéntricos de blanco y negro sobre un campo azul cobalto». El upe es un tocado tradicional que usan los hombres de Bougainville como símbolo de la edad adulta. El disco negro «representa el color de piel distintivo del pueblo de Bougainville», mientras que el disco blanco representa el kapkap, un símbolo tradicional de autoridad elaborado con nácar. Los 24 triángulos equiláteros verdes dentro del kapkap simbolizan «la importancia de la tierra para el pueblo de Bougainville», y el campo azul representa el océano. La relación de aspecto oficial de la bandera es 2:3.

## Historia
La bandera fue diseñada por Johnathan y Moses Havini. Se usó por primera vez en Arawa el 1 de septiembre de 1975, durante las celebraciones de independencia de la no reconocida República de las Salomón del Norte. Fue elegida en un concurso nacional celebrado durante muchos meses en 1975. El panel de selección designado por la Asamblea Provincial de Bougainville incluyó al P. John Momis MHA, miembro regional de Bougainville (Parlamento PNG), Peter Sissiou, presidente del Ayuntamiento de Arawa y Leo Hannett, planificador del gobierno provincial de Bougainville.
Como símbolo de secesión, la bandera fue inicialmente prohibida por el gobierno de PNG. En enero de 1976, una escuela primaria en la isla de Buka fue cerrada por utilizar la bandera. Sin embargo, la bandera fue retenida por la Provincia de Salomón del Norte tras la reintegración de la república a PNG en 1976. La Ley de Símbolos Provinciales de 1978 otorgó estatus oficial a la bandera y tipificó como delito su uso con fines comerciales sin el consentimiento del ministro responsable. Posteriormente, la Ley (Protección) de la Bandera, el Emblema y el Himno de Bougainville de 2018 del Gobierno Autónomo de Bougainville reafirmó el estatus oficial de la bandera. También creó un nuevo delito por usar, exhibir, destruir o dañar la bandera con la intención de deshonrarla, con una multa máxima de 10 000 kina, y amplió la multa por uso comercial no autorizado a un máximo de 100 000 kina para las corporaciones.